# Sphère médiane

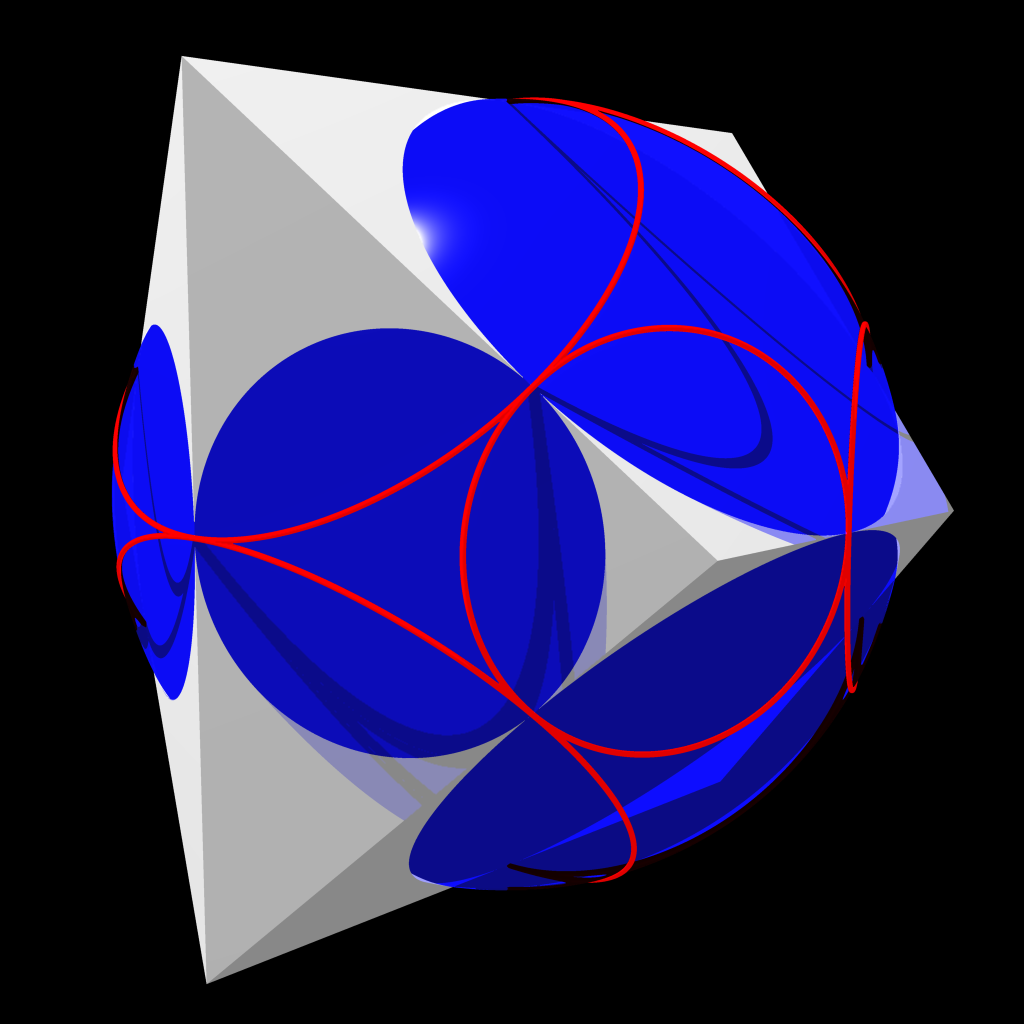
Un polyèdre et sa sphère médiane en bleu. Les cercles rouges sont les limites des calottes sphériques dans lesquelles la surface de la sphère est visible depuis chaque sommet.

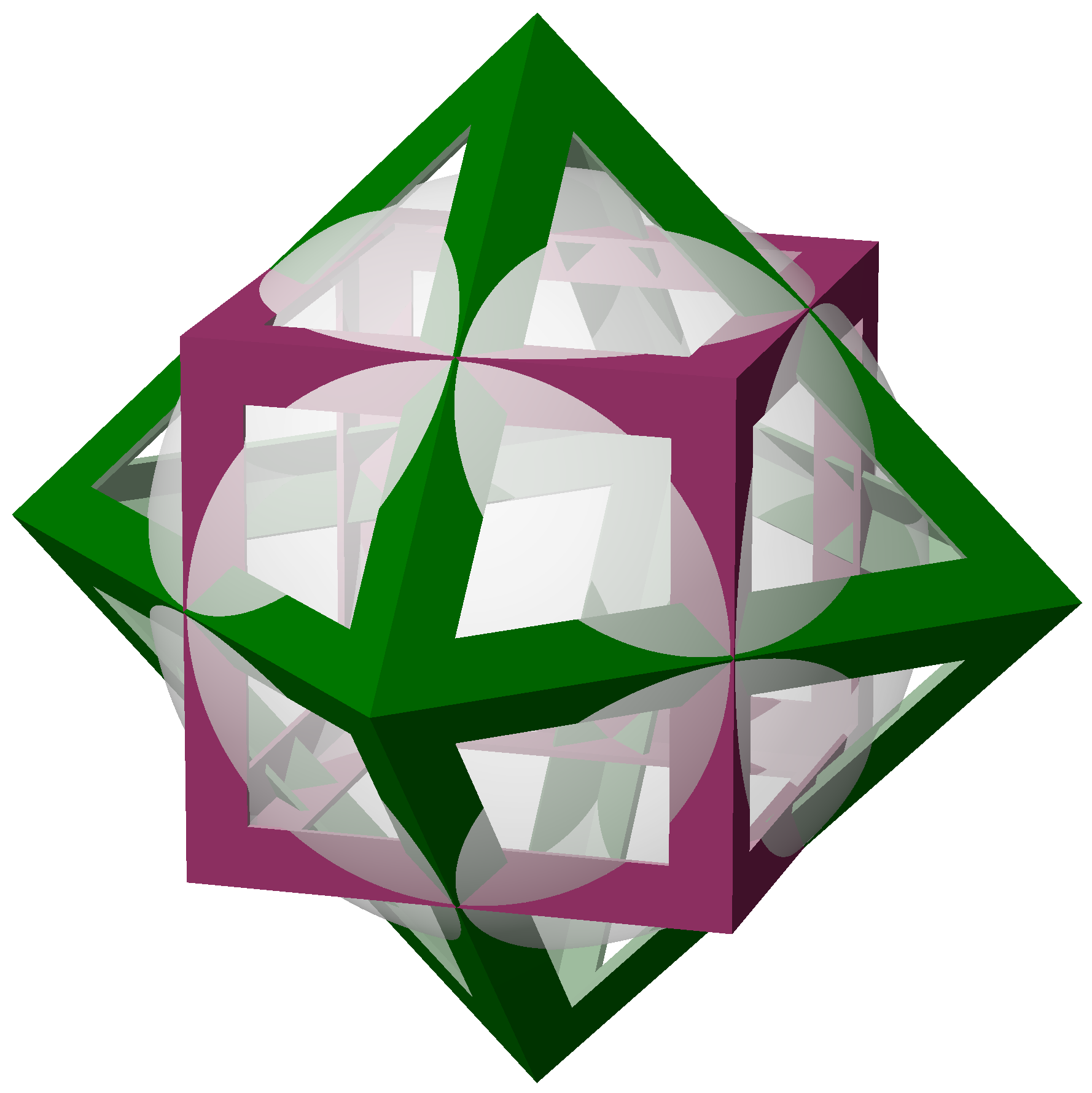
Cube et son octaèdre dual avec sphère médiane commune.

En géométrie, la sphère médiane ou intersphère d'un polyèdre est une sphère qui est tangente à chaque arête du polyèdre, c'est-à-dire qu'elle touche chacune des arêtes en exactement un point. Tous les polyèdres n'ont pas de sphère médiane, mais pour chaque polyèdre, il existe un polyèdre équivalent, le polyèdre canonique, ayant une sphère médiane.
Pour un polyèdre ayant une sphère médiane, une sphère inscrite (qui est tangente à chaque face d'un polyèdre) et une sphère circonscrite (qui intersecte chaque sommet), la sphère médiane se trouve à l'intérieur de la sphère circonscrite, et contient la sphère inscrite. Le rayon de la sphère médiane est appelé rayon médian.

## Exemples
Les polyèdres uniformes, y compris les polyèdres réguliers, quasi-réguliers et semi-réguliers et leurs duaux ont tous des sphères médianes. Pour tous les polyèdres réguliers, la sphère inscrite, la sphère médiane et la sphère circonscrite existent toutes et sont concentriques.

## Cercles tangents
Si O est la sphère médiane d'un polyèdre P, alors l'intersection de O avec toute face de P est un cercle. Les cercles ainsi formés sur les faces de P forment un ensemble de cercles sur O qui sont tangents entre eux si les faces sur lesquelles ils se trouvent partagent une arête.
Par un raisonnement dual, si s est un sommet de P, alors il existe un cône ayant pour sommet s tangent à la sphère O en un cercle ; ce cercle forme la limite d'une calotte sphérique à l'intérieur de laquelle la surface de la sphère est visible (en) depuis le sommet. Ce cercle est donc l'horizon de la sphère médiane, vu du sommet. Les cercles ainsi formés sont tangents entre eux si les sommets auxquels ils correspondent sont reliés par une arête.

## Dualité
Soit un polyèdre P ayant une sphère médiane O, alors le polyèdre dual obtenu par inversion polaire par rapport à O a également O comme sphère médiane. Les faces du dual contiennent chacune un des cercles tangents aux cônes ayant pour origine les sommets de P.

## Polyèdre canonique
Pour chaque graphe polyédrique, il existe un polyèdre associé ayant une sphère médiane. Autrement dit, pour tout polyèdre, il existe un polyèdre combinatoirement équivalent ayant une sphère médiane. Toutefois, cette notion ne se généralise pas aux autres sphères particulières d'un polyèdre : il existe des polyèdres pour lesquels aucun polyèdre équivalent n'a de sphère inscrite ou de sphère circonscrite.
L'existence de ce polyèdre ayant une sphère médiane pour un graphe polyèdrique donné se déduit d'une version forte du théorème sur les empilements compacts de cercles dans le plan. En effet, on peut représenter un graphe planaire par un système de cercles tangents entre eux. On construit alors le polyèdre canonique par projection stéréographique inverse de ces cercles tangents sur la sphère unité, qui deviennent les cercles tangents issus des cônes de visibilité de chaque sommet.
Deux polyèdres ayant le même réseau de faces et la même sphère médiane peuvent être transformés l'un en l'autre par une transformation projective de l'espace tridimensionnel qui laisse invariante la sphère médiane. La restriction de cette transformation projective à la sphère médiane est une transformation de Möbius.
Il existe une unique transformation telle que la sphère médiane soit la sphère unité et que le centre de gravité des points de tangence soit au centre de la sphère ; cela donne une représentation du polyèdre donné qui est unique à une congruence près, le polyèdre canonique.
Il existe un algorithme en temps linéaire pour transformer un polyèdre en son polyèdre canonique qui maximise la distance minimale des sommets au centre de la sphère ; le polyèdre canonique ainsi construit est maximalement symétrique parmi tous les choix possibles du polyèdre canonique.